# 마크 볼
마크 볼(Mark Boal, 1973년 1월 23일 ~ )은 미국의 영화 각본가이자 영화 제작자이다.

## 경력
이라크 전쟁을 소재로 한 영화 《엘라의 계곡》의 원안이되는 기사를 플레이보이 잡지에 쓰기 시작하였다. 2009년에는 같은 이라크 전쟁을 소재로 한 영화 《허트 로커》의 각본을 집필하고 아카데미 각본상을 수상했다.

## 필모그래피
- 엘라의 계곡 (2007) - 각본
- 허트 로커 (2009) - 각본, 제작
- 제로 다크 서티 (2012) - 각본, 제작